# Regione di Ségou
La regione di Ségou è una delle 8 regioni del Mali. Il capoluogo è la città di Ségou.
La regione di Ségou è divisa in 7 circondari:
- Barouéli
- Bla
- Macina
- Niono
- San
- Ségou
- Tominian